# 个人基因组学
个人基因组学(英語：Personal genomics)或消费者基因学(英語：consumer genetics)是基因组学的一个分支，涉及个人基因组的测序、分析和解读。基因分型阶段采用不同的技术，包括单核苷酸多态性（SNP）分析芯片（通常占基因组的 0.02%）或部分或全基因組定序。一旦知道基因型，就可以将个体的变异与已发表的文献进行比较，以确定性状表达的可能性、祖先推断和疾病风险。
自动化高通量测序仪提高了测序速度，降低了测序成本，使得自2015年以来，以不到$1000美元的价格向消费者提供包括解读在内的全基因組定序成为可能。直接面向消费者的基因组测序服务新兴市场带来了与广泛了解个人基因信息相关的医疗功效和伦理困境的新问题。

## 个性化医疗
个性化医疗是一种医疗方法，它根据患者的预测反应或疾病风险来确定治疗结构和用药决策。美国国立卫生研究院（National Institutes of Health）下属的国家癌症研究所（National Cancer Institute， 或 NCI）将患者的基因、蛋白质和环境列为主要分析因素，通过个性化医疗来预防、诊断和治疗疾病。
个性化医疗的概念有多个子类别，如"预测医疗"、"精准医疗"和"分层医疗"。虽然这些术语在描述这种做法时可以互换使用，但每个术语都有各自的细微差别。"预测医疗"是指利用信息（通常通过个人基因组学技术获得）来预测疾病的可能性并为特定个体制定预防措施的医学领域。 "精准医学"是一个与个性化医学非常相似的术语，它关注患者的基因、环境和生活方式；不过，国家研究理事会(National Research Council)使用它是为了避免与更广泛的术语相关的任何混淆或误解。"分层医学"是个性化医学的一种，其重点是根据患者对治疗的具体反应将其划分为不同的亚组，并为特定组别确定有效的治疗方法。
个性化医疗的应用包括肿瘤基因组学和药物基因组学。肿瘤基因组学是一门专注于癌症相关基因表征的研究领域。对于癌症，肿瘤的具体信息可用于帮助制定个性化的诊断和治疗计划。 药物基因组学是研究人的基因组如何影响其对药物的反应。 这一领域相对较新，但发展迅速，部分原因是NIH药物基因组学研究网络的资金增加。自 2001 年以来，PubMed 中与搜索词"药物基因组学"和"药物遗传学"相关的研究论文数量增加了近 550%。

## 书目
- Dudley & Karczewski. . Oxford University Press. 2013. ISBN 978-0199644490. （原始内容存档于2012-12-01）.
- Sweet K; Michaelis R.  1st. Springer Scientific Press. May 2011  [2024-07-14]. ISBN 978-94-007-1147-1. （原始内容存档于2012-12-24）.
- Cadwalladr, Carole. . The Guardian. 8 June 2013  [10 July 2013].
- Manuel Corpas. . CreateSpace Independent Publishing Platform. 2016. ISBN 978-1539783725. ASIN 1539783723.